# Karlshöh
Karlshöh ist eine Ortschaft in Radevormwald im Oberbergischen Kreis im nordrhein-westfälischen Regierungsbezirk Köln in Deutschland.

## Lage und Beschreibung

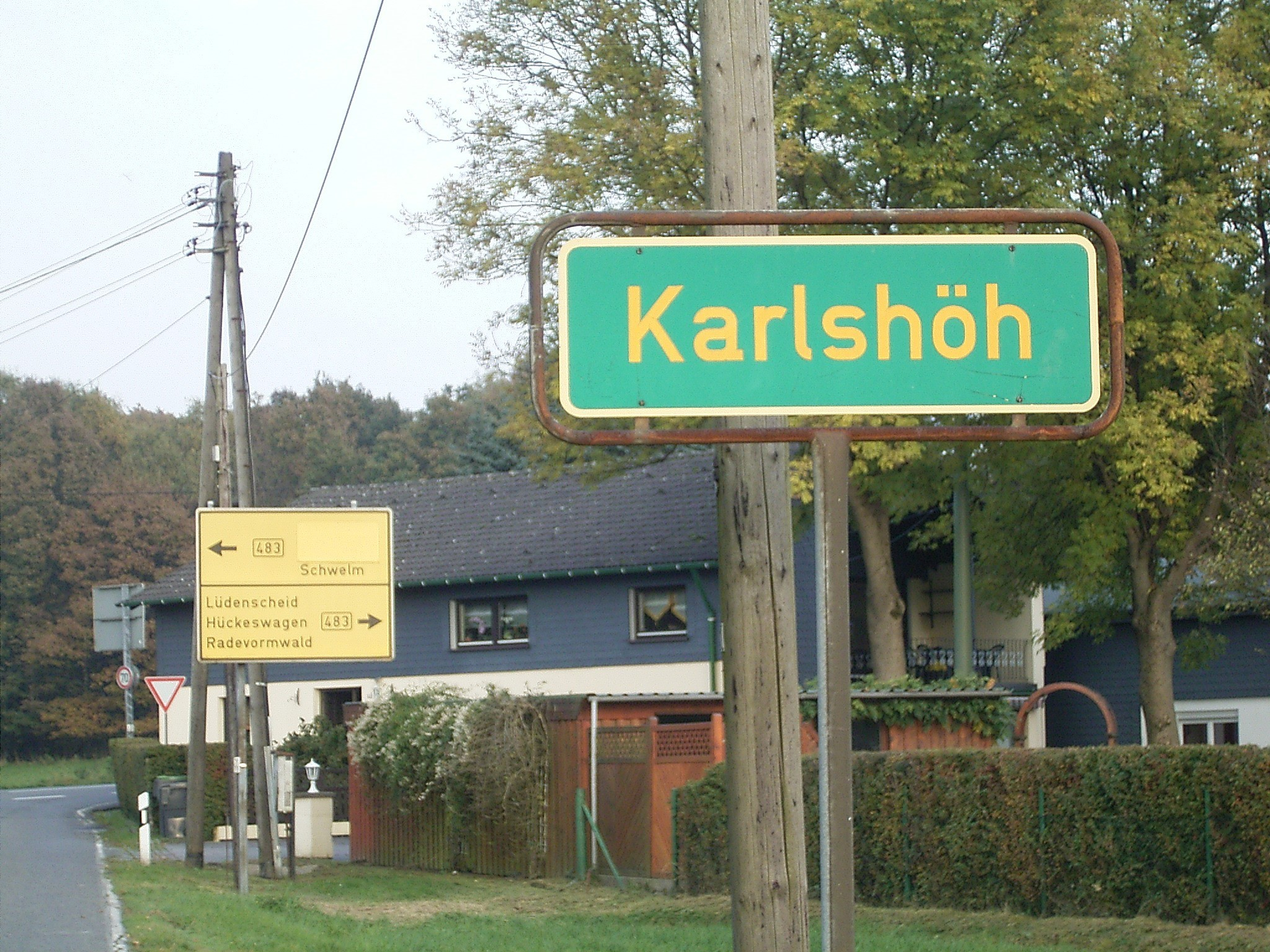
Karlshöh von der L 130 aus gesehen

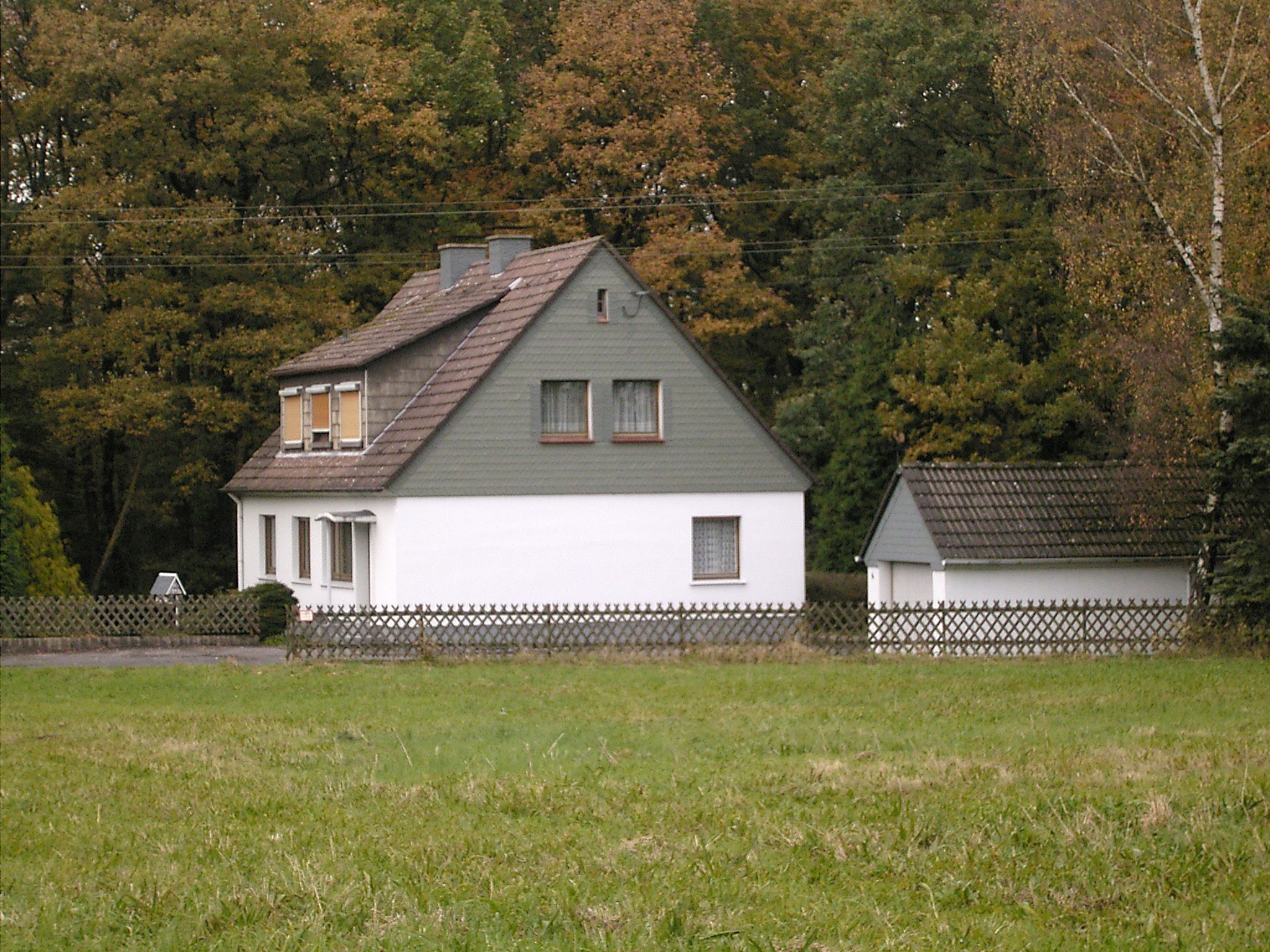
Eines der Häuser aus Karlshöh

Der Ort liegt im Norden des Stadtgebiets. Die Nachbarorte heißen Jakobsholt, Landwehr, Obernhof und Freudenberg. Karlshöh liegt unmittelbar an der Bundesstraße 483 im Bereich der Abzweigung der Landesstraße 130.
Ein Quellbach des Freebachs entspringt nahe der Bundesstraße zwischen den Ortschaften Karlshöh und Landwehr.
Die Ortschaft ist dem Radevormwalder Wahlbezirk 170 und darin dem Stimmbezirk 172 zugeteilt.

## Geschichte
In der amtlichen topografischen Karte von 1892 bis 1894 ist der Ort Karlshöh erstmals eingezeichnet.

## Busverbindungen
Über die im Ort gelegene Haltestelle „Karlshöhe“ der Linie 339 (VRS/OVAG) ist Karlshöh an den öffentlichen Personennahverkehr angebunden.